# Bittor Arana Bilbao
Pour les articles homonymes, voir Arana.
Bittor Arana Bilbao, né à Bilbao en 1943 et mort dans cette même ville en 2004, est un travailleur basque qui a milité au Pays basque pour Euskadi ta Askatasuna (ETA) durant les années 1960.

## Biographie
Il travaillait comme monteur quand il a intégré ETA. Le 9 avril 1969 il a été gravement blessé à l'estomac dans une embuscade de la Police Armée quand, avec Mario Onaindia Natxiondo, Josu Abrizketa Korta et Mikel Etxebarria, se disposaient à entrer dans un étage franc de la rue Artekale de Bilbao. À la suite des tirs de la police on a dû lui extraire une partie de l'intestin. Impliqué dans le procès de Burgos de 1970, il a été condamné à soixante ans de prison pour rébellion militaire, terrorisme et port illicite d'armes. Il a été transféré à la prison gaditana de Puerto de Santa María et ensuite à celle de Ségovie.
Le 5 avril 1976 il s'est évadé plus de la prison avec vingt-huit autres prisonniers dans la célèbre évasion de Ségovie. Il a été arrêté par la Garde Civile le jour suivant, tandis qu'il essayait d'arriver en Basse-Navarre par Luzaide. Il a été envoyé à la prison de Carthagène, et sera libéré le 8 avril 1977, après l'amnistie décrétée par le gouvernement d'Adolfo Suárez. Depuis lors il a été un militant de base de Comisiones Obreras et n'a pas pris une part active en politique.

### Sources et bibliographie
- (es) Cet article est partiellement ou en totalité issu de l’article de Wikipédia en espagnol intitulé « Bittor Arana » (voir la liste des auteurs).
- (fr) Jean Chalvidant, ETA : L'enquête, éd. Cheminements, coll. « Part de Vérité », octobre 2003, 426 p. (ISBN 978-2-84478-229-8)
- (fr) Jacques Massey, ETA : Histoire secrète d'une guerre de cent ans, Paris, Flammarion, coll. « EnQuête », février 2010, 386 p. (ISBN 978-2-08-120845-2)